# Новоалександровка (Одинцовский район)
Новоалександровка — деревня в Одинцовском районе Московской области, в составе сельского поселения Ершовское. Население 4 человека на 2006 год, в деревне числятся 6 садовых товариществ. До 2006 года Новоалександровка входила в состав Саввинского сельского округа.
Деревня расположена на северо-западе района, в 7 километрах на запад от Звенигорода, высота центра над уровнем моря 195 м.
Впервые в исторических документах деревня встречается в писцовой книге 1558 года, как деревня Ермолково, Дураково тож — такое название Новоалександровка носила до XX века. По Экономическим примечаниям 1800 года в деревне Андреевское, Дураково тож было 9 дворов, жителей — 24 мужчины и 21 женщина. На 1852 год в деревне числилось 15 дворов, 73 души мужского пола и 53 — женского, в 1890 году в Дуракове — 138 человек. По Всесоюзной переписи 17 декабря 1926 года уже в Ново-Александровском числилось 29 хозяйств и 150 жителей, по переписи 1989 года — 9 хозяйств и 14 жителей.
В 1941 году подступы к Новоалександровке являлись местом ожесточённых боёв. Несмотря на две попытки штурма 23 и 24 ноября 1941 года, 78-й немецкой дивизии под командованием полковника Альфонса Хиттера так и не удалось взять деревню. Документы противника сохранили следующие строки: «…наступление на Новоалександровку терпело неудачу. Дивизия вынуждена была послать, таким образом, первое сообщение за время всего прежнего похода в вышестоящий штаб, что она не смогла выполнить приказ». Обороняли Новоалександровку части 144-й стрелковой дивизии генерал-майора М. А. Пронина при поддержке 22-й танковой бригады подполковника И. П. Ермакова. Существенную роль в обороне деревни сыграли «Катюши» 5-го отдельного гвардейского минометного дивизиона Ф. Ф. Терешонка.